# 윤혜영 (학자)
윤혜영(尹慧瑛, 1973년 7월~)은 재일 한국인 사회학자이자, 역사가이다. 재일 한국인이며, 일본 도쿄에서 태어났다.

## 저서
- 「폭력과 화해의 사이다-북아일랜드 분쟁을 사는 사람들」호세이 대학 출판국 , 2007년
- "여러 가지 <분단>을 넘어 - 북아일랜드의 에스닉·마이너리티와 <사회의 공유>" 미키 테츠야 편 "<이동>의 풍경-영미 문학·문화의 에스키스" 세계 사상사 , 2007 년
- 「북아일랜드 분쟁을 살다-폭력과 커뮤니티 관계」스다 노츠・조 경달・나카시마 히사토 편
- 『폭력의 지평을 넘어』아오키 서점 , 2002년
- 「화이트니스」이와타니 등사 쇼편 「글로버리제이션」작품사 , 2002년